# Call of Duty: Modern Warfare 2
Call of Duty: Modern Warfare 2 (vaak afgekort tot Modern Warfare 2 of MW2) is een first-person shooter ontwikkeld door Infinity Ward en op 10 november 2009 uitgegeven door Activision voor Microsoft Windows, PlayStation 3 en Xbox 360. Modern Warfare 2 is het zesde deel in de Call of Duty-serie en, qua verhaal, een vervolg op Call of Duty 4: Modern Warfare.
Een remaster van de singleplayercampagne verscheen op 31 maart 2020 voor de PlayStation 4 onder de naam Call of Duty: Modern Warfare 2 Campaign Remastered. Een maand later zal de remaster uitkomen voor Windows en Xbox One.

## Gameplay

### Singleplayer

#### Verhaal
Het verhaal begint vijf jaar na de gebeurtenissen in Call of Duty 4: Modern Warfare. De ultranationalisten nemen in Rusland de macht over en hun overleden leider, Imran Zachajev, wordt gezien als de held van het nieuwe Rusland, hoewel hij een terrorist was. Vladimir Makarov, een vroegere luitenant onder Zachajev, neemt de macht over en kan zich uitleven nu hij niet meer in toom gehouden wordt door Zachajev. Hij is verantwoordelijk voor meerdere terroristische aanslagen, waarvan de ergste de aanslag op het fictieve Russisch vliegveld Zakhaev International Airport is. Deze aanslag wordt getoond in de vorm van een controversiële missie, waar men als soldaat Allen, een undercoveragent van de CIA aangeduid door luitenant-generaal Shepherd van de United States Army, meedoet met Makarov. Uiteindelijk blijkt dat Makarov de agent doorhad; hij doodde soldaat Allen en liet zijn lichaam achter, waardoor Rusland dacht dat de aanslag het werk van Amerikanen was.
Rusland reageert met een invasie op de Verenigde Staten, deze invasie maakt de speler mee als soldaat James Ramirez. Op de achtergrond van de invasie probeert Task Force 141 (de "sterkste militaire eenheid ooit") Makarov te vinden en verdere aanslagen te verijdelen,waaronder in Rusland en Rio de Janeiro. Met deze eenheid speelt de speler als Task Force 141-sergeant Gary 'Roach' Sanderson onder leiding van Capt. 'Soap' MacTavish, de persoon waarmee de speler speelde in Call of Duty 4: Modern Warfare.

#### Rolverdeling
| Acteur           | Personage                                      |
| ---------------- | ---------------------------------------------- |
| Kevin McKidd     | Kapitein John 'Soap' MacTavish (stem)          |
| Craig Fairbrass  | Luitenant Simon 'Ghost' Riley (stem)           |
| Billy Murray     | Kapitein John Price (stem)                     |
| Lance Henriksen  | Luitenant-generaal Hershel von Shepherd (stem) |
| Keith David      | Sergeant Foley (stem)                          |
| Barry Pepper     | Korporaal Dunn (stem)                          |
| Roman Varshavsky | Vladimir Makarov (stem)                        |
| Sven Holmberg    | Nikolai (stem)                                 |

### Co-operatief/Special Ops
Er is in Modern Warfare 2, in tegenstelling tot zijn voorganger, een mogelijkheid om coöperatief te spelen in een spelmodus die apart staat van de single- en multiplayer. In deze modus, Special Ops genaamd, speelt men met maximum 2 spelers door missies die variëren in speelduur van 1 tot 15 minuten. Special Ops bevat in totaal 23 missies. Het doel is om door alle 'sets' van missies (Alpha, Bravo, Charlie, Delta en Echo) te komen, na elke set worden de missies moeilijker. De missies zijn vrij gevarieerd; er zijn 'stealth'-missies, waar men zo stil mogelijk doorheen moet komen. Verder zijn er ook missies waarbij de speler zo lang mogelijk verschillende golven van vijanden moet overleven. Ook zijn er sneeuwscooter-races en 'two-player only'-missies waarbij de één vanuit een luchttoestel dekking geeft aan de andere speler die van A naar B moet komen.

### Multiplayer
De online multiplayer is in dit spel het grootste onderdeel en bouwt deels verder op de formule die Call of Duty 4: Modern Warfare introduceerde. Er is een vast rangensysteem. Voor alles wat de speler doet in het spel krijgt hij of zij ervaringspunten waarmee hij of zij hogere levels behaalt. Met hogere levels speelt men meer wapens en voordelen vrij. Die kan men allemaal combineren in de Create-a-Class-modus. Ook kunnen er nieuwe titels en emblemen vrijgespeeld worden door speciale opdrachten te doen. De titel en het embleem die de speler actief heeft staan kunnen andere spelers zien, en dus kunnen ze ook zien dat de speler bijvoorbeeld een moeilijke opdracht heeft volbracht. In de titels heeft men als basis een plaatje waar dan tekst op staat; de emblemen zijn een soort badges die een plaatje laten zien.
Een nadeel bij zowel de pc-versie als de console-versie is dat er geen gebruik wordt gemaakt van zogenaamde "dedicated servers", maar van het nieuw opgezette IWNET (dat speciaal voor de consolegebruikers is ontworpen). De mogelijkheid om zelf te kiezen op welke map en met welke spelers er wordt gespeeld vervalt, en het maximale aantal spelers per map is beperkt tot maximaal negen tegen negen spelers.
Naast dit beperkt aantal spelers, maakt IWNET gebruik van de peer-to-peertechnologie, waarbij de pc of console van een van de deelnemers, meestal degene met de snelste verbinding, automatisch wordt geselecteerd om de game te hosten (dat wil zeggen dat deze computer als gastheer voor het spel dient, waar alle andere spelers mee worden verbonden).
Omdat een pc of console met zelfs de snelst mogelijke internetverbinding minder capaciteit heeft dan de eerder genoemde servers, vertoont de online multiplayer de nodige gebreken in vergelijking met spellen die wel gebruikmaken van vaste servers. Hierbij worden vele spelers in het spel belemmerd omdat ze signaalvertraging (ook wel "lag" genoemd) hebben. Als de host bezwijkt onder het aantal connecties kan het voorkomen dat er midden in het spel gewisseld moet worden van host.
Daarnaast verschijnen er steeds meer programma's waarmee de beveiliging van Steam (VAC) te omzeilen en zelfs te blokkeren valt, waardoor er een grote toename is van het aantal valsspelers in het spel. Deze valsspelers hebben bv. een ongelimiteerd aantal kogels, vliegen in de lucht of kijken door muren heen.

#### Maps
De levels die gespeeld kunnen worden in de online multiplayermodus zijn:
- Afghan (Plaats: Crashplaats van een AC-130 Hercules in Afghanistan)
- Derail (Plaats: Besneeuwde treinopslag ergens in Rusland)
- Estate (Plaats: Een landhuis op de grens tussen Georgië en Rusland, gebaseerd op het campain level Loose Ends)
- Favela[6] (Plaats: Een klein deel van een 'favela' in Rio De Janeiro)
- Highrise (Plaats: Een dak van een wolkenkrabber in New York)
- Invasion (Plaats: Een stad in Afghanistan)
- Karachi (Plaats: In Pakistan in de stad Karachi)
- Rundown (Plaats: Een stad in Brazilië)
- Quarry (Plaats: Een steengroeve in Brazilië)
- Rust (Plaats: Een verlaten industriegebied in Afghanistan, gebaseerd op de laatste scène van de single player, waar Soap en Price Shepherd vermoorden.)
- Sub Base (Plaats: Een haven dicht bij Petropavlovsk, Rusland)
- Skidrow (Plaats: Een buurt in Chicago)
- Scrapyard (Plaats: Een vliegtuigkerkhof in Afghanistan gebaseerd op het campain level The Enemy of my Enemy)
- Terminal (Plaats: Zakhaev International Airport Moscow, in Moskou, Rusland)
- Underpass (Plaats: Een verlaten gebied onder een half afgebouwd stuk snelweg in Brazilië)
- Wasteland (Plaats: Een open landschap dicht bij Tsjernobyl, gebaseerd op de map Brecourt uit Call of Duty 2)

##### Nieuwe maps

###### Stimulus Pack
- Bailout (Plaats: Een appartementencomplex in het noordoosten van de staat Virginia in de VS)
- Storm (Plaats: Een industrieterrein in Rusland)
- Salvage (Plaats: Een schroothoop dicht bij Petropavlovsk in Rusland)
- Crash (Plaats: Een neergestorte helikopter in het Midden-Oosten, uit Call of Duty 4: Modern Warfare)
- Overgrown (Plaats: Een dorp in het Kaukasusgebergte, Rusland, uit Call of Duty 4: Modern Warfare)

###### Resurgence Pack
- Carnival (Plaats: Een verlaten kermis in Brazilië)
- Vacant (Plaats: Een verlaten Russisch kantoorgebouw, uit Call of Duty 4: Modern Warfare)
- Fuel (Plaats: Olieraffinaderij in Afghanistan)
- Trailer Park (Plaats: Een woonwagenkamp in Amerika)
- Strike (Plaats: Een stad in het Midden-Oosten, uit Call of Duty 4: Modern Warfare)

## Leeftijdsbeoordeling
Er zijn veel vragen geweest naar de leeftijdsbeoordeling van Modern Warfare 2, met name door PEGI. Veel mensen zeiden gewoon dat het net als z'n voorganger een PEGI: 16+ zou worden, maar dit is steeds minder geworden nadat de "Infamy"-trailer uitkwam, waarbij in één scène een hele verdieping van een vliegveld besmeurd ligt met bloed en lijken. Die bloedvlekken zijn te vergelijken met die van Grand Theft Auto: San Andreas.
Er is een missie in de singleplayercampagne waarin de speler zich als undercover CIA-agent aansluit bij een terrorist om zijn vertrouwen te winnen en om informatie door te kunnen geven naar de CIA. Hierbij kan de speler ervoor kiezen om op een Russisch vliegveld onschuldige burgers in koelen bloede te doden. Volgens een van de schrijvers van het spel was dit een nodige missie. Volgens hem wilde Infinity Ward de speler zo dicht mogelijk bij de aanval brengen. Het CDA heeft in verband met dit level nog gepraat over een mogelijk verbod op Call of Duty: Modern Warfare 2. Bij het opstarten van het spel wordt gevraagd of men het level wil overslaan. Modern Warfare 2 heeft uiteindelijk een 18+-label gekregen.

## Downloadbare inhoud
Activision heeft twee map-packs uitgegeven voor Modern Warfare 2, welke tegen betaling verkrijgbaar zijn. De eerste map-pack, genaamd Stimulus package, verscheen op 30 maart 2010 en was aanvankelijk exclusief voor de Xbox 360. Later, op 4 mei 2010, werd de downloadbare inhoud ook uitgebracht voor de pc en PlayStation 3. Het Stimulus package bevat vijf maps, waarvan drie nieuwe en twee maps uit het eerder uitgebrachte Modern Warfare 1: Crash en Overgrown.
De tweede uitbreiding, genaamd Resurgence Package, bevat ook vijf maps, waarvan ook drie nieuwe en twee uit Call of Duty 4: Modern Warfare.

## Soundtrack
De soundtrack is gecomponeerd door Hans Zimmer. Het deuntje dat te horen is in de boekenwinkel in de map Terminal, is gebaseerd op een Russisch liedje genaamd Kalinka.

## Trivia
- Het spel is opgenomen in het boek 1001 Video Games You Must Play Before You Die van Tony Mott.
- De serienaam Call of Duty die prominent op de cover van de andere spellen in de serie staat, was op een gegeven moment geannuleerd. Hierdoor bleek echter via ondernomen enquêtes dat de bekendheid van het spel daalde en is deze keuze teruggedraaid.[8] In de menu's van het spel zelf staat nog wel Modern Warfare 2.